# VESA BIOS Extensions
VESA BIOS Extensions (VBE) は、VESAによって標準化された、ソフトウェア側からビデオカードの解像度や、色数を設定するインターフェイスで、1998年に制定された3.0が最新である。
これは、伝統的な int 10h BIOSコールを拡張したもので、ビデオカードに搭載されたBIOSを通じて使用される。
このBIOSは、320x200,640x400,640x480,800x600,1024x768,1280x1024の解像度と、4,8,16,24(32)bppの色数の切り替え、フレームバッファのアクセスモードとアドレスの指定、RAMDACの設定等をサポートする。
しかし、古いバージョンのVBEはリアルモードでの動作しか保証せず、また、リフレッシュレートに関する設定を行うことは出来ない。
そのため、プロテクトモードで動作するWindows 9x系や、XFree86等からパフォーマンスにペナルティを負う事無く利用することは不可能で、VBEを経由しない各ボード専用のドライバが開発、提供された。
VBE 3.0からはこの制限が無くなり、非VGA互換アダプタもサポートされているため、XFree86 4.xでは、数多くのビデオカードがSVGAサーバで動作可能となっている。